# Захарченко Вадим Вікторович
Вадим Вікторович Захарченко (рос. Вадим Викторович Захарченко; 19 лютого 1929, Новосибірськ, Російська РФСР — 2 січня 2007, Москва, Росія) — радянський і російський кіноактор.

## Життєпис
Народився 19 лютого 1929 в Новосибірську. Заслужений артист РФ (1993).
Навчався в Одеському морехідному училищі (1945-1948). Закінчив ВДІК (1953, майстерня Сергія Герасимова і Тамари Макарової). Актор Театру-студії кіноактора в Москві.
У кіно дебютував в 1954 році у фільмі «Школа мужності». Майже не грав головних ролей. Він увійшов в історію як справжній майстер епізоду, характерний актор другого плану. На його рахунку більше 150 ролей у кіно, серед яких роботи в картинах «Сорок перший», «Тихий Дон», «Вій», «Зникла експедиція», «Доля резидента», «Пічки-лавочки», «Баламут», «Золота річка», «Вбивство на Жданівській», «Стрілець неприкаяний».
Останні 6 років Вадим Захарченко не знімався: його не влаштовував рівень постперебудовного комерційного кінематографа.
Помер увечері 2 січня 2007 після важкої операції.

## Фільмографія
- 1954 — Школа мужності — Федька Сирцов
- 1956 — Два життя (короткометражний) — військовий, попутник в поїзді
- 1956 — Перші радощі — студент Никон
- 1956 — Сорок перший — Кучковський, офіцер
- 1958 — Тихий Дон — Прохор Зиков
- 1958 — Хто винен? (короткометражний) — Козлов
- 1958 — Черговий рейс — тракторист
- 1958 — По той бік — білогвардійський офіцер
- 1959 — Зелений фургон — Горобчік
- 1959 — Перший день миру — Фішер, німецький офіцер
- 1959 — Врятоване покоління — шофер
- 1959 — Я вам пишу — Едік
- 1960 — Безсонна ніч — Дербеньов
- 1960 — За межами міста — Гіце
- 1961 — Нахабеня — бандит
- 1962 — Веселі історії — міліціонер
- 1962 — Компаньєрос — моряк
- 1962 — Люди і звірі — Саватєєв
- 1963 — Великий гніт (кіноальманах) — попутник голови
- 1963 — Їм підкоряється небо — п'яний монтер
- 1963 — При виконанні службових обов'язків — Сироткін, радист
- 1963 — Згорів на роботі (короткометражний) — Петро Водкін
- 1963 — Співробітник НК — п'яний червоний кавалерист
- 1963 — Шурка обирає море — Горбоносий
- 1964 — Далекі країни — Єрмолай
- 1964 — Яке воно, море? — Гнат
- 1964 — До мене, Мухтаре! — слідчий
- 1964 — Я — «Береза» — радист
- 1965 — Ваш син і брат — доктор у поліклініці
- 1965 — Рано вранці — дядя Костя, сусід
- 1965 — Совість — парторг Усовський
- 1966 — По тонкому льоду — Кошельков
- 1966 — Такий великий хлопчик — пасажир-спекулянт
- 1967 — Вій — Халява, бурсак
- 1967 — Журналіст — співробітник редакції
- 1967 — За нами Москва — генерал
- 1967 — Місця тут тихі — Семен Іванович Трунин, ад'ютант командувача
- 1967 — Микола Бауман — сухорлявий шпик
- 1967 — Пряма лінія — лисий майор
- 1967 — Розбудіть Мухіна! — Микола I
- 1967 — Софія Перовська — єсаул
- 1968 — Це було у розвідці — льотчик
- 1968 — Чоловіча розмова — Петро Іванович Пантюхин, батько Юрки
- 1968 — Наші знайомі — господар перукарні
- 1968 — Орлята Чапая — чапаєвець, артист
- 1968 — Помилка резидента — Леонід Круг
- 1969 — 13 доручень — Макс Невський
- 1969 — Час щасливих знахідок — друг батька
- 1969 — Тренер — директор спортшколи
- 1970 — Денискині розповіді — сусід Дениски зі схожого будинку
- 1970 — Срібні труби — свідок на суді
- 1970 — Доля резидента — Леонід Круг / Уткін Микола Іванович
- 1970 — Хутірець у степу — Бліженський
- 1971 — Останній рейс «Альбатроса» — епізод
- 1971 — Людина з іншого боку — соратник Ізвольского
- 1972 — Земля, до запитання — людина без ознак
- 1972 — Пічки-лавочки — зарозумілий сусід по купе
- 1972 — Дивак з п'ятого «Б» — тренер з плавання
- 1973 — Великі голодранці — мельник
- 1973 — Біля цих вікон... — Славік, «Похмурий»
- 1973 — За хмарами — небо — керівник польотів
- 1973 — Сибірський дід — епізод
- 1973 — Товариш генерал — начальник штабу
- 1974 — Остання зустріч — Кислов, водій бензовоза
- 1974 — Подія — Андрій, фотомисливець
- 1974 — Птахи над містом — Пал Палич, директор видавництва
- 1974 — Стоянка — три години — Мітрохін
- 1975 — Переможець — Сергійович, фельдфебель з роти Мокашева
- 1975 — Зникла експедиція — Харитон
- 1975 — Степовий гуркіт — Ріш, адвокат
- 1976 — Безбатченківщина — Віталій Сергійович
- 1976 — Село Утка — Прохор
- 1976 — Дні хірурга Мішкіна — брат хворого
- 1976 — Життя і смерть Фердинанда Люса — член ради
- 1976 — Золота річка — Харитон
- 1976 — Колискова для чоловіків — експедитор вантажу сантехніки
- 1976 — Червоне і чорне — тюремник
- 1976 — Легенда про Тіля — кат
- 1976 — Спростування — Гаврило Михайлович Снікін, директор школи
- 1976 — Слово для захисту — адвокат
- 1977 — І знову Аніскін — Опупков, шабашник
- 1977 — Коротке замикання (короткометражний)
- 1977 — Поєдинок в тайзі — Ілля Федотович, білий офіцер
- 1977 — «Посейдон» поспішає на допомогу — Павло Антонович, начальник морехідної школи
- 1977 — Ризик — благородна справа — благородна справа — Леонід Михайлович Альтов, кінорежисер
- 1977 — Транссибірський експрес — помічник Федотова
- 1977 — Хомут для Маркіза — Юрій Іванович, член комісії для неповнолітніх
- 1978 — Баламут — Кірєєв, фізрук
- 1978 — За все у відповіді — Георгій, батько Микити
- 1978 — На новому місці — Петро Андрійович Лямін
- 1978 — Недопесок Наполеон III — Серпокрилов-батько, директор школи
- 1979 — В одне прекрасне дитинство — Вася, метальник
- 1979 — Гараж — людина в окулярах
- 1979 — Мішка на півночі — капітан
- 1979 — Осіння історія — Пирогов, батько хворого школяра
- 1979 — Найбільші гонки (короткометражний)
- 1979 — Сищик — пасажир «Запорожця»
- 1980 — Білий сніг Росії — гість на французькому прийомі
- 1980 — Вам і не снилося… — учасник батьківських зборів
- 1980 — Вечірній лабіринт — сусід з № 414
- 1980 — Срібні Озера — батько Тоні
- 1980 — У матросів немає питань — лікар
- 1981 — Ми, що нижче підписалися — контролер-ревізор
- 1981 — Викрадення століття — адміністратор готелю
- 1981 — Наказ: вогонь не відкривати — Алексєєв, білоемігрант-семеновець
- 1981 — Народжені бурею — Сигізмунд Раєвський, підпільник
- 1982 — Бережіть чоловіків! — професор Глотов, голова місцевкому
- 1982 — Повернення резидента — Микола Уткін (Леонід Круг)
- 1982 — Одружений парубок — пасажир автобуса
- 1982 — Інспектор ДАІ — п'яний водій вантажівки
- 1982 — Інспектор Лосєв — Іван Капітонович Ніколов
- 1982 — Не було печалі — капітан міліції
- 1983 — Без особливого ризику — батько Віктора Петрова
- 1983 — Дамське танго — полковник міліції
- 1983 — Справа за тобою — нудьгуючий глядач у цирку
- 1983 — Карантин — перехожий
- 1983 — Сполох — боязкий громадянин в окулярах
- 1983 — Озирнись — Ложкін, затриманий
- 1983—1986 — Гніт (короткометражний)
- 1984 — Мідний янгол — Макс, гангстер-п'яниця
- 1984 — Парашутисти — Володимир Степанович Микешин, старший тренер
- 1985 — День гніву — фермер
- 1985 — Від зарплати до зарплати — Андріанов, головний бухгалтер фабрики
- 1985 — Секунда на подвиг — головлікар
- 1986 — Без терміну давності — Семен Гаврилович Шинда — годинниковий майстер
- 1986 — Експеримент 200 (короткометражний) — доктор Вамп
- 1986 — Небезпечний приз (короткометражний) — приймальник макулатури
- 1986 — Рись повертається — браконьєр
- 1987 — Візит до Мінотавра — завідувач магазином
- 1987 — Час літати — метрдотель
- 1987 — Здрастуй, плем'я молоде… (кіноальманах)
- 1987 — Імпровізація на тему біографії — робочий
- 1987 — Випробувачі (реж. О. Бійма) — Хохорев
- 1987 — Клуб жінок — Віктор Миколайович
- 1987 — Сильніше за всіх інших велінь — спритний чиновник
- 1987 — Християни — суддя
- 1988 — Гулящі люди — монах Анкудим
- 1988 — Двоє і одна — Лапкин, редактор газети «Вперед»
- 1988 — Ялиці-палиці! — доктор
- 1988 — Ім'я — залізничник
- 1988 — Маленька Віра — чоловік у лікарняній палаті
- 1988 — Нехай я помру, господи… — Вадим, артист
- 1988 — Таємниця золотого брегета — господар кози
- 1989 — У місті Сочі темні ночі — швейцар
- 1989 — Закон — лікар у поїзді
- 1989 — Пряма трансляція — Владлен Петрович, батько Люсі
- 1989 — Хочу зробити зізнання — Купріян
- 1990 — Жива мішень — секретар обкому
- 1990 — Наша дача — Пантелеймон Федотов
- 1990 — Нелюд — Титов
- 1990 — Пропав друг — продавець цуценят
- 1991 — Болотяна street, або Засіб проти сексу — депутат
- 1991 — Заряджені смертю — Том, командир американської авіабази
- 1991 — Чортів п'яниця — Яша
- 1992 — Білі одежі — Петро Леонідович Варічев, ректор
- 1992 — Виконавець вироку — Гліб Данилович
- 1992 — Міняйли — Прохор Гнатович
- 1992 — Злочин не буде розкрито — свекор Марини
- 1992 — Розшукується небезпечний злочинець — представник Президента Росії
- 1992 — Убивство на Жданівській — Андропов
- 1993 — Альфонс — Толя, м'ясник
- 1993 — Заповіт Сталіна — батько Івана
- 1993 — Моя сімейна реліквія — Василь
- 1993 — Наш шибеник скрізь поспів
- 1993 — Російський бізнес — бос
- 1993 — Стрілець неприкаяний — полковник
- 1993 — Трам — тарарам, або Бухти — барахти — «Адмірал», дирекор комбінату
- 1994 — Біле свято — перехожий
- 1994 — Майстер і Маргарита — Максиміліан Андрійович Поплавський
- 1994 — Ноктюрн для барабана і мотоцикла — жертва помсти
- 1994 — Російське диво — лисий емігрант на сеансах «зцілення»
- 1994 — Хагі-Траггер — «Ворошиловець», пасажир «Запорожця»
- 1995 — Панночка-селянка — слуга Муромських
- 1995 — Ехай! — Леонід Макарович, начальник депо
- 1997 — Новорічна історія — епізод
- 1998 — Твір до Дня Перемоги — ветеран на репетиції параду
- 1999 — Транзит для диявола — Владлен Павлович на прізвисько «Казимір»
- 1999 — Що сказав небіжчик — епізод

## Джерело
- Сайт kino-teatr.ru [Архівовано 19 травня 2015 у Wayback Machine.]